# 의약품 규제

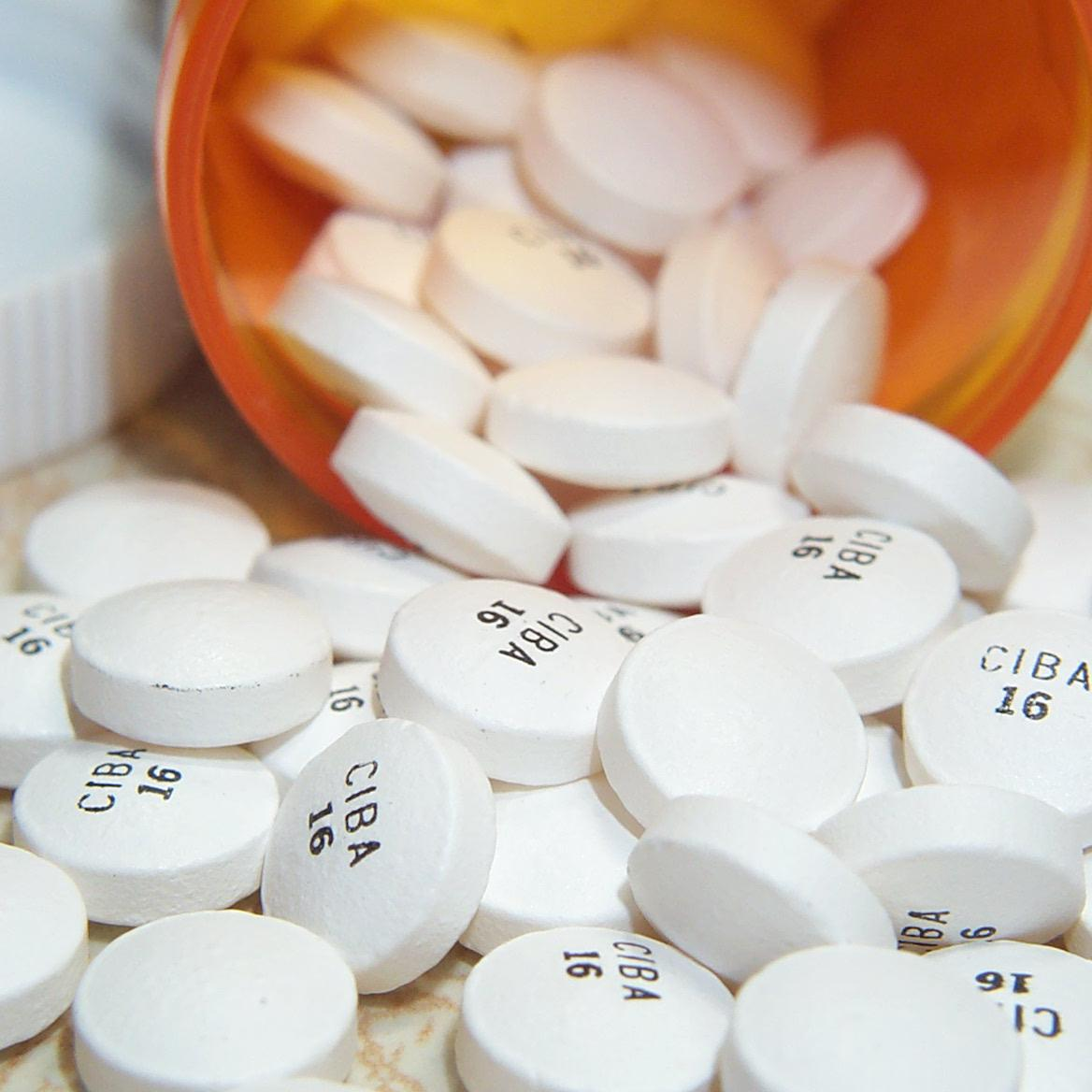
리탈린 알약 형태의 메틸페니데이트

의약품 및 치료용 장비로 정의되는 치료용 제품의 규제는 관할권에 따라 다르다. 미국과 같은 일부 국가에서는 단일 기관에 의해 국가 차원에서 규제된다. 다른 관할권에서는 오스트레일리아와 같이 주 차원에서 또는 다양한 기관에 의해 주 및 국가 차원에서 모두 규제된다.
치료용 제품 규제의 역할은 주로 인구의 건강과 안전을 보호하기 위해 고안되었다. 규제는 규제 범위에 포함되는 치료용 제품의 안전성, 품질 및 효능을 보장하는 것을 목표로 한다. 대부분의 관할권에서 치료용 제품은 판매가 허용되기 전에 등록되어야 한다. 일반적으로 소비자에게 미치는 위험에 따라 특정 치료용 제품의 가용성에 어느 정도의 제한이 있다.

## 역사
현대 의약품 규제는 미트리다테스의 죽음 이후 등장한 만능 해독제의 확산에 대한 대응에서 역사적 뿌리를 찾을 수 있다. 미트리다테스는 의사, 과학자, 샤먼들을 모아 독에 대한 면역력을 갖게 하는 약을 만들었다. 그의 죽음 이후 로마인들은 미트리다테스 약의 제조법을 더욱 발전시키는 데 열심이었다. 미트리다티움은 여러 수단을 통해 서양 사회에 다시 들어왔다. 첫 번째는 900년에서 950년 사이에 쓰인 대머리의 거머리책으로, 테리아크를 포함한 다양한 치료법에 대한 제조법이 포함되어 있었다. 또한 테리아크는 그리스 및 로마 의사들의 저작을 기반으로 유럽 전역에서 거래되는 상업적 상품이 되었다.
결과적으로 다양한 제조법의 확산은 사람들이 가짜 해독제를 속이는 것을 막기 위해 제한될 필요가 있었고, 이는 정부 개입 및 규제의 발전을 이끌었다. 또한 이러한 혼합물의 제작은 의례적 형태를 취했으며 종종 공개적으로 만들어지고 그 과정이 관찰 및 기록되었다. 만약 혼합물이 성공적이지 않으면 이는 약사의 제조 과정 때문이며, 제작의 공개적 특성 때문에 그들에게 책임을 물을 수 있다고 믿었다.
9세기에는 많은 이슬람 국가들이 히스바 사무실을 설립했는데, 이 사무실은 이슬람 원칙 및 가치 준수 규제 외에도 의약품 규제를 포함한 사회 및 경제 생활의 다른 측면 규제 역할도 맡았다. 의약품 제작 과정에 관여한 사람들을 감독하기 위해 조사관이 임명되었고, 준수를 보장하기 위해 많은 재량권이 주어졌으며 처벌도 엄격했다. 최초의 공식 '법'인 '약재, 약품 및 물질' 법(때때로 '약국 약재, 약품 및 물질' 법이라고도 함)은 1540년 헨리 8세에 의해 통과되었으며 다른 법률의 기초를 놓았다. 이 법을 통해 그는 그의 의과 대학(1518년에 그가 설립)의 의사들이 약국에서 판매되는 것을 일관되게 검사하는 데 전념하는 네 명을 임명하도록 장려했다. 이 최초의 법률과 함께 특정 '약품' 및 '해독제' 제작을 위한 표준 제조법이 약전을 통해 등장했는데, 이는 1240년 시칠리아의 프리드리히 2세의 일관되고 표준적인 제조법 사용에 대한 칙령 형태로 처음 나타났다. 최초의 현대 약전은 1498년에 출판된 피렌체 약전, 1581년에 출판된 스페인 약전, 1618년에 출판된 런던 약전이었다.
역사 전반에 걸친 다양한 사건들은 의약품 및 의약품 규제가 과학 발전과 보조를 맞추는 것의 중요성을 입증했다. 2006년 TGN 1412와 관련된 문제는 동물 모델의 단점을 부각시켰고, 생물학적 제품의 규제 및 개발을 위한 추가적인 발전을 위한 길을 열었다. 로페콕십은 시장에 출시되었지만 약물 사용과 관련된 위험을 명확하게 나타내지 않은 약물을 대표하며, 이는 다양한 안전성 문제의 관리 방법을 이해해야 할 필요성을 도입함으로써 규제 분야 내에서 '위험 관리 계획' 개념으로 이어졌다. 최근 몇 년간의 다양한 사례들은 규제가 사람들의 건강에 영향을 미치는 과학적 발전과 보조를 맞추어야 할 필요성을 보여주었다.

### 미국
미국에서 약물 규제는 원래 연방 권리가 아닌 주 권리였다. 그러나 이익 극대화를 위한 사적 인센티브 및 주 법률의 미흡한 집행으로 인한 사기 행위의 증가로 인해 더 강력한 연방 규제의 필요성이 증가했다.

### 유럽경제연합
유럽경제위원회도 1965년에 약물 판매 이전에 더 큰 효능 기준을 부과하기 위한 지침을 통과시켰다. EU와 미국 모두에서 약물 안전성과 효능을 보장하기 위해 약물 법률이 통과되었다. 주목할 만한 것은 증가된 규제 및 테스트 기준이 실제로 1960년대에 더 큰 전임상 및 임상 기준에도 불구하고 제약 연구에서 더 큰 혁신을 이끌었다는 것이다. 1989년 WHO가 주최한 국제 약물 규제 당국 회의에서 전 세계의 관계자들은 글로벌 약물 승인 프로세스 간소화의 필요성을 논의했다.

## 국가별 규제 당국 및 주요 법률

### 오스트레일리아
오스트레일리아의 치료용 제품은 연방 보건부의 규제 기관인 치료용 제품 관리국(TGA)에 의해 규제된다. 의약품 및 독극물 접근은 치료용 제품(독극물 기준) 법률에 따라 물질을 다양한 스케줄로 분리하여 규제된다. 독극물 기준은 의약품 및 독극물 균일 분류 기준(SUSMP)으로도 인용될 수 있다.
독극물 기준은 물질을 10개의 스케줄(및 스케줄에 없는 물질)로 구성하며, 치료용 제품은 일반적으로 스케줄 2, 3, 4, 8로만 구성된다.
- 스케줄에 없는 물질: 스케줄에 없는 물질은 모든 소매점에서 구매 가능하다.
- 스케줄 1 (S1) - 빈칸: 이 스케줄은 의도적으로 비워져 있다.
- 스케줄 2 (S2) - 약국 의약품: 스케줄 2의 물질은 약국 또는 기타 인가된 소매점에서만 구매 가능하다.
- 스케줄 3 (S3) - 약사 전용 의약품: 스케줄 3의 물질은 약국에서만 구매 가능하며 약사가 의약품 판매에 관여해야 한다.
- 스케줄 4 (S4) - 처방전 전용 의약품 및 처방전 동물 약품: 스케줄 4의 물질은 처방 의사(의사, 치과의사, 전문 간호사, 인정된 물리 치료사 및 발병 의사)의 처방전이 있어야만 구매 가능하며 약국에서 구매해야 한다.
- 스케줄 5 (S5) - 주의
- 스케줄 6 (S6) - 독극물
- 스케줄 7 (S7) - 위험한 독극물
- 스케줄 8 (S8) - 통제 약물: 스케줄 8의 물질은 일반적으로 중독성 또는 의존성 약물이며 인가된 처방 의사의 처방전이 있어야만 구매 가능하며 약국에서 구매해야 한다. 스케줄 8 의약품은 스케줄 4 물질에 비해 보관, 공급, 소지, 파괴 및 처방에 추가적인 통제가 있다.
- 스케줄 9 (S9) - 금지된 물질
- 스케줄 10 (S10) - 건강에 심각한 위험이 있어 공급 및 사용이 금지되어야 할 물질

### 브라질
- 일반 의약품(OTC)(medicamentos isentos de prescrição 또는 MIPs): 기침, 감기 및 발열 약, 살균제, 비타민 등. 약국에서 자유롭게 판매.
- 빨간색 줄 의약품: 의료 처방전이 있어야만 판매. 항알레르기제, 소염제, 기타 의약품.
- 빨간색 줄 항생제: 항생제는 환자 사본이 있는 "특별 관리" 흰색 의료 처방전이 있어야만 판매 가능하며, 유효 기간은 10일이다. 원본은 판매 후 약사가 보관해야 하며 환자는 사본을 보관한다.
- 빨간색 줄 향정신성 의약품: 환자 사본이 있는 "특별 관리" 흰색 의료 처방전이 있어야만 판매 가능하며, 유효 기간은 30일이다. 원본은 판매 후 약사가 보관해야 하며 환자는 사본을 보관한다. 약물에는 항우울제, 항경련제, 일부 수면제, 항정신병제 및 기타 습관성이 아닌 통제 의약품이 포함된다. 일부는 습관성이 있다고 생각하지만 단백 동화 스테로이드도 이 범주에서 규제된다.
- 검은색 줄 의약품: 판매 후 약사가 보관해야 하는 "파란색 B 양식" 의료 처방전이 있어야만 판매 가능하며, 유효 기간은 30일이다. 진정제(벤조디아제핀), 일부 식욕 부진 유도제 및 기타 습관성 통제 의약품이 포함된다.
- "노란색 A 양식" 처방 의약품: 판매 후 약사가 보관해야 하는 "노란색 A 양식" 의료 처방전(가장 엄격하게 통제됨)이 있어야만 판매 가능하며, 유효 기간은 30일이다. 암페타민 및 기타 각성제(메틸페니데이트 등), 아편(모르핀, 옥시코돈 등) 및 기타 강력한 습관성 통제 의약품이 포함된다.[10]

생체의약품은 생물학적 원천 또는 생명 공학 절차를 통해 얻은 고분자량의 복잡한 분자이며, Anvisa에 의해 다음과 같은 범주로 분류된다.
- 알레르겐: IgE 반응 또는 제1형 과민 반응을 유도할 수 있는 동물 또는 식물 유래 물질
- 단일 클론 항체: 연속 세포주에서 증식된 동일 B 림프구 클론 유래의 면역글로불린
- 바이오 의약품: 동물 유래 생물학적 체액 또는 조직 또는 생명 공학 절차를 통해 얻음
- 혈액 유도체: 인간 혈장 유래, 산업화 및 표준화 절차를 거침
- 프로바이오틱스: 미생물 변경에 충분한 양의 생존 가능한 미생물을 함유한 제제
- 백신: 질병에 대한 면역을 유도하여 질병을 예방하거나 중증도를 줄이거나 퇴치할 수 있는 하나 이상의 항원성 물질을 포함하는 면역 생체의약품[12][13]

백신의 규제 상태는 Anvisa가 설정한 다음 중 하나일 수 있으며, 이는 판매 및 유통을 결정한다.
- 위생 백신 등록: 승인된 의약품에 대해 확정적
- 임시 긴급 사용 허가: 미국 긴급 사용 허가와 유사
- 예외적 수입 허가
- 코백스 시설: 세계보건기구 긴급 사용 목록에 따라 보건부가 구매한 백신에 대해 등록 또는 긴급 사용 허가 요건을 일시적으로 면제[15]

백신은 공공 보건소 또는 허가된 민간 예방 접종 서비스에서만 접종할 수 있다.

### 캐나다
캐나다에서는 치료용 제품 규제가 캐나다 보건부에 의해 이루어지며, 식품 및 약물법 및 관련 규정에 의해 규제된다. 또한 통제 약물 및 물질법은 통제 약물 및 약물 전구 물질에 대한 추가 규제 요구 사항을 명시한다.
온타리오 주에서는 약물 및 약국 규제법이 "인간, 동물 또는 조류의 질병 진단, 치료, 완화 또는 예방에 사용되는 모든 물질"을 규제한다.

### 이집트
이집트의 약물 규제는 Egyptian Drug Authority (EDA)에 의해 규제된다.

### 유럽 연합
유럽 연합(EU) 의약품 규제 시스템은 31개 EEA 국가(28개 EU 회원국과 아이슬란드, 리히텐슈타인, 노르웨이), 유럽 위원회 및 유럽 의약품청(EMA)의 약 50개 규제 당국 네트워크를 기반으로 한다. EMA와 회원국들은 새로운 의약품 및 새로운 안전성 정보 평가에 대해 협력하고 전문 지식을 공유한다. 또한 의약품 부작용 보고, 임상 시험 감독, 의약품 제조업체 검사 및 임상 시험 관리 기준(GCP), 우수 제조 관리 기준(GMP), 우수 유통 관리 기준(GDP), 우수 약물 감시 관리 기준(GVP) 준수에 대한 정보 교환에 서로 의존한다. EU 법률은 각 회원국이 의약품 허가 및 모니터링에 관한 동일한 규칙 및 요구 사항에 따라 운영하도록 요구한다.
EU 내에서 EudraLex는 유럽 연합의 의약품 규제 규칙 및 규정 모음을 유지하며, 유럽 의약품청은 이러한 규칙 및 규정 중 다수를 규제하기 위해 활동한다. 이러한 규칙 및 규정 중 일부는 다음과 같다.
- Directive 65/65/EEC1, 자체 의약품 판매 사전 승인 요구
- Directive 75/318/EEC, 65/65/EEC1의 요구 사항 명확화 및 회원국 집행 요구
- Directive 75/319/EEC, 자격 있는 전문가만 판매 허가 신청서 작성 요구
- Directive 93/41/EEC, 유럽 의약품 평가청 설립
- Directive 2001/20/EC, 임상 시험 실시 규칙 정의
- Directive 2001/83/EC
- Directive 2005/28/EC, 임상 시험 설계 및 실시에 대한 우수 임상 관리 기준 정의

### 독일
독일 법은 약물을 다음과 같이 분류한다.
- 마약류 ("Betäubungsmittel")
  - Anlage I BTMG (승인된 과학적 사용만 가능)
  - Anlage II BTMG (승인된 거래만 가능, 처방 불가)
  - Anlage III BTMG (특별 처방 양식 필요 – "Betäubungsmittelrezept")
- 연구용 화학 물질 ("neue psychoaktive Stoffe" – 산업 및 과학 목적으로만 허용)
- 처방약 ("verschreibungspflichtig" 또는 "rezeptpflichtig")
- 약국 전용 약물 ("apothekenpflichtig")
- 일반 판매 목록 약물 ("freiverkäuflich")
- 약물 합성용 원료
  - Kategorie 1 (승인 필요)
  - Kategorie 2 (보고 필요)
  - Kategorie 3 (수출 제한)

### 아이슬란드
아이슬란드의 의약품은 아이슬란드 의약품 통제청에 의해 규제된다.

### 인도
- 스케줄 X 약물 - 마약류
- 스케줄 H 및 L - 주사제, 항생제, 항균제
- 스케줄 C 및 C1 - 생물학적 제품, 예를 들어 혈청 및 백신

제조 관행에 따라:
- 스케줄 N - 제조 부서의 효율적인 운영을 위한 장비 목록, 자격 있는 인력
- 스케줄 M

### 인도네시아
인도네시아의 의약품은 인도네시아 의약품 및 식품 관리국에 의해 규제된다.
인도네시아의 약물은 다음과 같이 분류된다.<ref>{
- CD1: 대마, 리세르가미드, 코카잎 등. 라이선스가 부여된 제한적인 경우를 제외하고 사용이 금지된다.
- CD2: 암페타민, 메타돈, 모르핀, 펜타닐, 옥시코돈, 타펜타돌 등. 처방전은 자필로 작성해야 하며 14일만 유효한다. 반복 처방은 허용되지 않는다. 약물은 안전 보관을 준수해야 하며, 판매되지 않은/미사용 약물 폐기는 증인이 있어야 한다. 통제 약물 등록부에 등록해야 한다.
- CD3: 테마제팜, 플루니트라제팜 등. CD2와 동일하지만, 증인 폐기 및 CD 등록부는 필요하지 않는다.
- CD4: 벤조디아제핀, 예: 디아제팜, 니트라제팜, 저용량 메틸페노바르비톤
- CD5: 저용량 코데인 등.

다양한 배송 범주를 다루기 위해 A에서 E까지 다섯 가지 범주가 있다.

## 같이 보기
- 의약품국제조화회의
- 일반의약품
- 밸리데이션
- 세계보건기구
- 마약밀매